# 下田京子
下田 京子（しもだ きょうこ、1940年6月29日 - 2013年8月27日）は日本共産党の元・参議院議員である。2期、務めた。

## 来歴
福島県東白川郡塙町出身。福島大学 学芸学部 （美術科）を卒業後、中学校教員や石川町議を経て、1977年施行の第11回参議院議員通常選挙にて全国区から日本共産党公認で出馬し15位で初当選。1983年の参院選に比例区から立候補し再選。
その後、衆議院の予定候補者として活動することとなり、1989年の参議院選挙には出馬せず、1990年の総選挙で福島県第2区から出馬し、32,589票獲得するも次々点で落選。
党内では、文教部副部長や農政対策委員長などを歴任した。
2013年8月27日に心不全のため死去。

## 委員会理事歴
- エネルギー対策特別委員会 - 第92回国会
- 文教委員会 - 第93回国会
- 農林水産委員会 - 第102回国会[4]